# Redło (powiat świdwiński)
Redło (niem. Redel) – wieś w Polsce położona w województwie zachodniopomorskim, w powiecie świdwińskim, w gminie Połczyn-Zdrój. W 2011 roku we wsi Redło liczba mieszkańców wynosiła 1 122.
Przez wieś przepływa rzeka Grudzianka.

## Historia
W tutejszym kościele pod koniec XIX wieku znajdowała się granitowa chrzcielnica oraz dzwon z 1602 roku wykonany przez stargardzkiego ludwisarza Joahima Karstede.